# Поздняя латынь
Поздняя латынь (лат. Latinitas serior) — научное название формы литературной латыни эпохи поздней Античности и раннего Средневековья.
Большинство словарей и лингвистов относят поздний латинский язык к периоду с III по VI в. н. э., когда язык литературных памятников в целом ещё можно охарактеризовать как классический, но в нём уже заметны постепенно накапливающиеся изменения эволюционного характера с одной стороны, а с другой — он всё более отрывается от языка народных масс, то есть становится всё менее понятным для адресантов, уровень образования и городской культуры которых постепенно снижается по мере упадка империи.

## Региональные особенности
На Пиренейском полуострове в силу историко-географических особенностей позднелатинские документы продолжают появляться до VII века включительно. В Дакии позднелатинский период завершился уже в III, едва начавшись, хотя устная романская традиция продолжала поддерживаться и даже расширяться. Любопытно, что Послеримская Британия демонстрирует при этом ярко выраженный позднелатинский характер своих литературных памятников вплоть до начала VI века, хотя римская администрация также давно исчезла, а устная традиция агонизировала.

## Особенности и стилистические рамки
Определённый вариант латыни использовался между эпохами классической, которая была понятна народным массам самой империи, и средневековой латыни, которую народные массы уже утратили способность понимать даже в областях Старой Романии. Учёные не всегда приходят к согласию по поводу того, когда именно должна закончиться классическая латынь и начаться средневековая, особенно в разрезе регионов. Важным водоразделом, по крайней мере в Галлии, стал Турский собор 813 года, постановивший рекомендовать священникам проповедовать и читать молитвы на сельском романском языке (in rusticam romanam linguam) для галло-римлян или же in theodiscam (на германском) для франков и прочих германцев. Таким образом начинает своё выделение из латыни, как письменной, так и устной, старофранцузский язык.
Будучи письменным языком, поздняя латынь не является таким образом тождественной вульгарной латыни, которая послужила прародителем романских языков. Хотя поздний латинский язык отражает ощутимый уже всплеск использования вульгарной латинской лексики и конструкций, он остаётся классическим по своим общим чертам и зависит от каждого конкретного автора, который его использует. Некоторые позднелатинские произведения более приближены к классическим, а другие же, наоборот, тяготеют к более разговорному языку. Кроме того, поздняя латынь не является идентичной христианской патристической латыни, которая использовалась в богословских трудах ранних христианских богослужителей, хотя определённые наложения имеются и здесь: многие христианские произведения используют нетеологические фрагменты поздней латыни, а сами язычники также много пишут на позднелатинском языке.

## История
Поздняя латынь образовалась, когда большое количество нероманоязычных народов на границах империи приняло участие в Великом переселении, а подъём христианства внёс усиленный раскол в римское общество, создав большую потребность в стандартной речи для общения между разными социально-экономическими слоями и широко отделёнными регионами разветвлённой империи. Новый, более универсальный язык, развился из основных элементов: классической латыни, христианской латыни, на которой должны были обращаться к людям, и всех диалектов вульгарной латыни. Постоянные переносы столицы в поздней Римской и Западной Римской империях из Рима в Медиоланум (Милан) (286–330, 395–401), Константинополь (330–395), Равенну (401–403, 408–450, 457–461, 475–476) также внесли свой вклад в развитие и модификацию многих аспектов поздней латыни.

## Изменения системы гласных в поздней латыни
В поздней латыни после стяжения ряда дифтонгов появились новые гласные, осложнившие существовавшую до этого систему. С другой стороны, многовековое накопление элементов динамизма, вероятно, под влиянием греческого языка, где ударение стало силовым, привело к обрушению системы музыкального ударения, которая продержалась около 5 столетий. В третьем веке концовки римской прозы основываются только лишь на силовом ударении, а не на различиях по долготе и краткости гласных. А к V веку носители-грамматисты могли разграничить классические долготу и краткость гласных лишь по древним образцам и орфографии. Почти повсеместно распространяется апокопа: viridis > virdis (зелёный), vetulus > veclus (старый).

## Список литературных памятников и авторов поздней латыни

### Галлия
- Латинские панегирики: содержат небольшое количество поздних элементов и вульгаризмов.
- Децим Магн Авсоний (310—395) из Бордо, шутливо прозванный «первым французским поэтом»[5].

### Британия
- Гильда Премудрый «О погибели Британии» (приблиз. 490—530): обширное письмо-проповедь на латинском языке в 110 главах. В нём автор анализирует причины морального упадка своих романо-кельтских современников на фоне завоеваний англосаксов.